# Cheiroglossa palmata
Cheiroglossa palmata är en låsbräkenväxtart som först beskrevs av Carl von Linné, och fick sitt nu gällande namn av Presl. Cheiroglossa palmata ingår i släktet Cheiroglossa och familjen låsbräkenväxter. Inga underarter finns listade i Catalogue of Life.